# Pascal Abinan Kouakou
 (juillet 2021).
Pascal Abinan Kouacou est un haut fonctionnaire et homme politique ivoirien. Il a occupé le poste de ministre de la Modernisation de l’Administration et de l’Innovation du Service public puis celui ministre de l’Emploi et de la Protection sociale dans le gouvernement du président Alassane Ouattara en octobre 2023.

## Formations
Diplômé de l'École nationale d'administration depuis 1978 puis de l'École nationale des impôts de Clermont-Ferrand en France.

## Fonctions professionnelles et administratives
Administrateur Général des services financiers, à ce titre, il a occupé d'importantes fonctions aux impôts avant d'être nommé directeur général des impôts en Côte d'Ivoire,.

## Carrière politique
Pascal Abinan Kouacou est investi par le Rassemblement des houphouëtistes pour la démocratie et la paix (RHDP) lors de l'élection régionale d'avril 2013 dans l'Indénié-Djuablin. Avant de rallier le RHDP, il était militant et cadre du PDCI-RDA. Abinan Kouakou avait assuré le secrétariat de section de base, la délégation départementale de ce parti à Agniblékrou et était membre du bureau politique. Il l'emporte avec 62,4 % des voix. Sans étiquette, il est réélu lors de l'élection régionale d'octobre 2018 avec 52,2 % des voix, devant Bernard Adou N'Gouan, soutenu par le Parti démocratique de Côte d'Ivoire – Rassemblement démocratique africain (PDCI) qui obtient 46,52 % des voix. Il ne se représente pas à l'élection régionale de septembre 2023.